# Drepanotylus pirinicus
Drepanotylus pirinicus är en spindelart som beskrevs av Christo Deltshev 1992. Drepanotylus pirinicus ingår i släktet Drepanotylus och familjen täckvävarspindlar.
Artens utbredningsområde är Bulgarien. Inga underarter finns listade i Catalogue of Life.